# Cirsotrema hertzae
Cirsotrema hertzae is een slakkensoort uit de familie van de Epitoniidae. De wetenschappelijke naam van de soort is voor het eerst geldig gepubliceerd in 2010 door Garcia.